# ماجیورا
ماجیورا (به ایتالیایی: Maggiora) یک کومونه در ایتالیا است که در استان نووارا واقع شده‌است.

## خصوصیات
ماجیورا ۱۰٫۷ کیلومترمربع مساحت و ۱٬۷۶۳ نفر جمعیت دارد.